# Ревердатто, Владимир Викторович
Владимир Викторович Реверда́тто (род. 29 октября 1934 года, Томск) — российский учёный-геолог, академик Российской академии наук (2000). Специалист в области геохимии, минералогии и петрографии.

## Биография
Сын сибирского учёного-ботаника Виктора Владимировича Ревердатто.
В 1957 году окончил Томский государственный университет.
Работал в Институте геологии Западно-Сибирского филиала АН СССР в Новосибирске (1957—1959), Институте геологии и геофизики СО АН СССР (с 1991 г. Институт минералогии и петрографии Объединенного института геологии, геофизики и минералогии СО РАН) с 1959 года.
31 марта 1994 года избран членом-корреспондентом РАН. 26 мая 2000 года избран академиком РАН.
Советник РАН (с 2004 г.).

## Награды
- Ленинская премия (1976)
- Орден Почёта (2004)